# 三墩镇 (杭州市)
三墩镇，中国浙江省杭州市西湖区所辖镇，东临拱墅区祥符街道。总面积37.93平方千米，总人口26.3万人。它是一个工业重镇，2019年中国百强乡镇第78名。1996年5月9日，三墩镇由余杭市划归杭州市西湖区管辖。
三墩又名杉墩、珊墩、古称兰里，因境内有文星墩、灯彩墩、水月墩三个较大的水上土墩（墩者土堆也）而得名三墩。
鎮內有浙江大学紫金港校区、西湖大學（主校區）、阿里雲全球總部、菜鳥金融總部、城西科創大走廊龍頭——紫金港科技城等，四周鄉鎮在2005年至2011年間陸續改制爲街道，現被五大街道包圍，是一個「城中鎮」。

## 辖区
三墩镇现辖以下地区：
庙前街社区、新星社区、五里塘社区、水月社区、厚诚桥社区、厨房斗社区、大港桥社区、陆板桥社区、南阳坝社区、荡王头社区、杨家桥社区、兰里社区、虾龙圩社区、三坝社区、望月社区、罗家村社区、吉鸿社区、颐兰社区、文鼎苑社区、西苑社区、政苑社区、塘河社区、紫金港社区、水秀苑社区、五幸社区、双桥村、绕城村、华联村和山联村。

## 图片
- 宣杭铁路德杭线穿过三墩境内并设有三墩站（现已撤销）
- 申花路
- 保俶塔实验学校
- 新时代家居生活广场